# Trypocopris fulgidus
Trypocopris fulgidus là một loài bọ cánh cứng trong họ Geotrupidae. Loài này được Motschulsky miêu tả khoa học năm 1845.